# Jean-Baptiste Larrivé
Jean-Baptiste Larrivé, nacido en 1864 en Lyon y fallecido en 1928, fue un escultor francés.

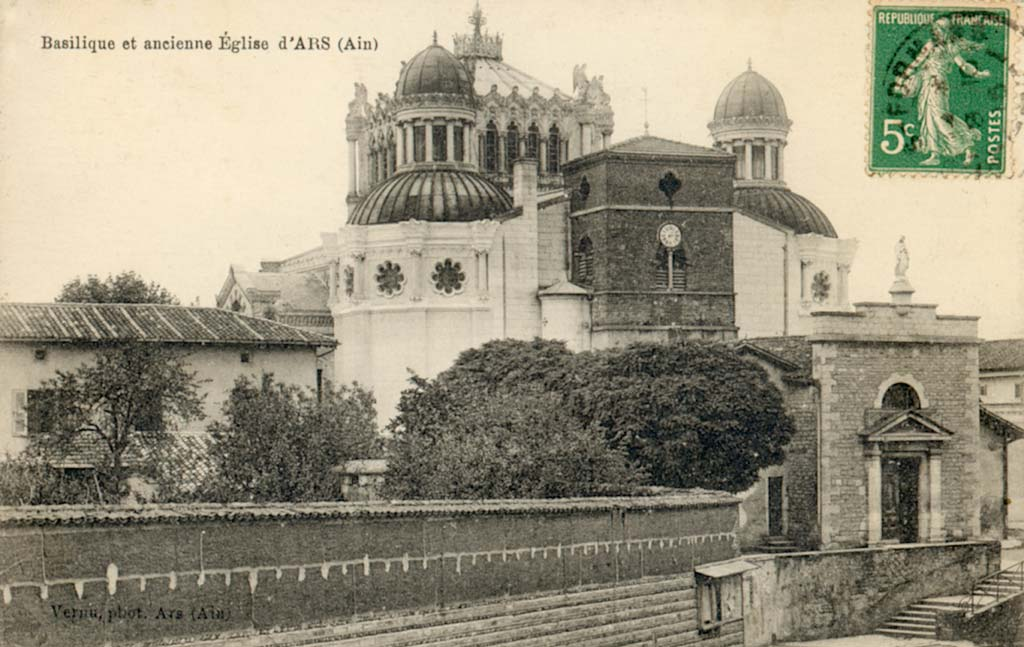
Basílica de Ars-sur-Formans, para la que Larrivé hizo una estatua de la santa Filomena

## Datos biográficos
Alumno de la École nationale supérieure des beaux-arts de París.
Siendo estudiante de la escuela de Bellas Artes, participa en el concurso de la Villa de París para el portal del inmueble de la Avenida Rapp, del arquitecto Jules Lavirotte. Presenta un modelo en yeso, de algo más de 10 dm de altura. Resultando ganador del concurso, su obra es tallada por Messrs Sporrer, Firmin-Marcelin Michelet, y Alfred-Jean Halou. El edificio es finalizado en 1901.
Ganador del Premio de Roma en escultura en 1904, con la escultura en bulto redondo titulada San Juan Bautista rezando en el desierto (del francés: Saint Jean-Baptiste prêchant dans le désert	)
Viaja a Roma en 1904 y permanece pensionado en la Villa Médici, sede de la Academia de Francia en Roma, hasta 1908.
Hacia 1925 realizó una estatua de Santa Filomena, para la decoración del relicario de Cura de Ars en la iglesia de Ars-sur-Formans.
Falleció en 1928.

## Obras
Entre las mejores y más conocidas obras de Jean-Baptiste Larrivé se incluyen las siguientes:
- Puerta del Gigante Phallus, del inmueble nº29 de la Avenida du Rapp de París  Archivado el 5 de marzo de 2016 en Wayback Machine..[3] El modelo en yeso, (enlace roto disponible en Internet Archive; véase el historial, la primera versión y la última)., preparado por el escultor para el diseño de la puerta se encuentra conservado en el Minneapolis, Institute of Art. La obra en piedra fue tallada por Messrs Sporrer, Firmin-Marcelin Michelet, y Alfred-Jean Halou.[4] El edificio de 1901 fue encargado por el ceramista Alexandre Bigot al arquitecto Jules Lavirotte.[5] Los bocetos preparatorios del edificio  Archivado el 7 de marzo de 2016 en Wayback Machine., conservados en los archivos oficiales, han desaparecido. el edificio, fue destacado como Monumento Histórico en 1964.
- Santa Filomena, en la iglesia de Sainte Philomene en Ars-sur-Formans[6]

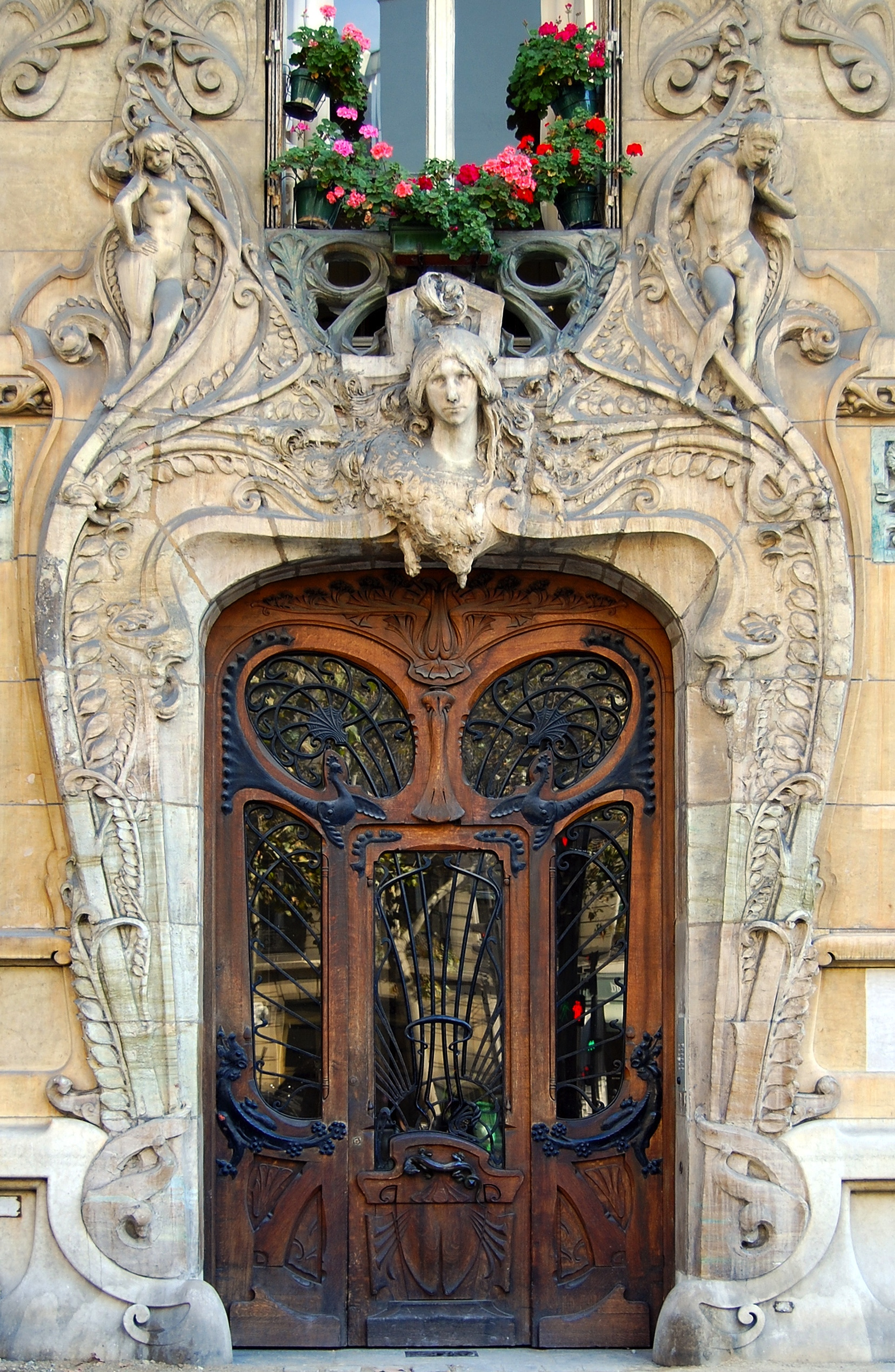
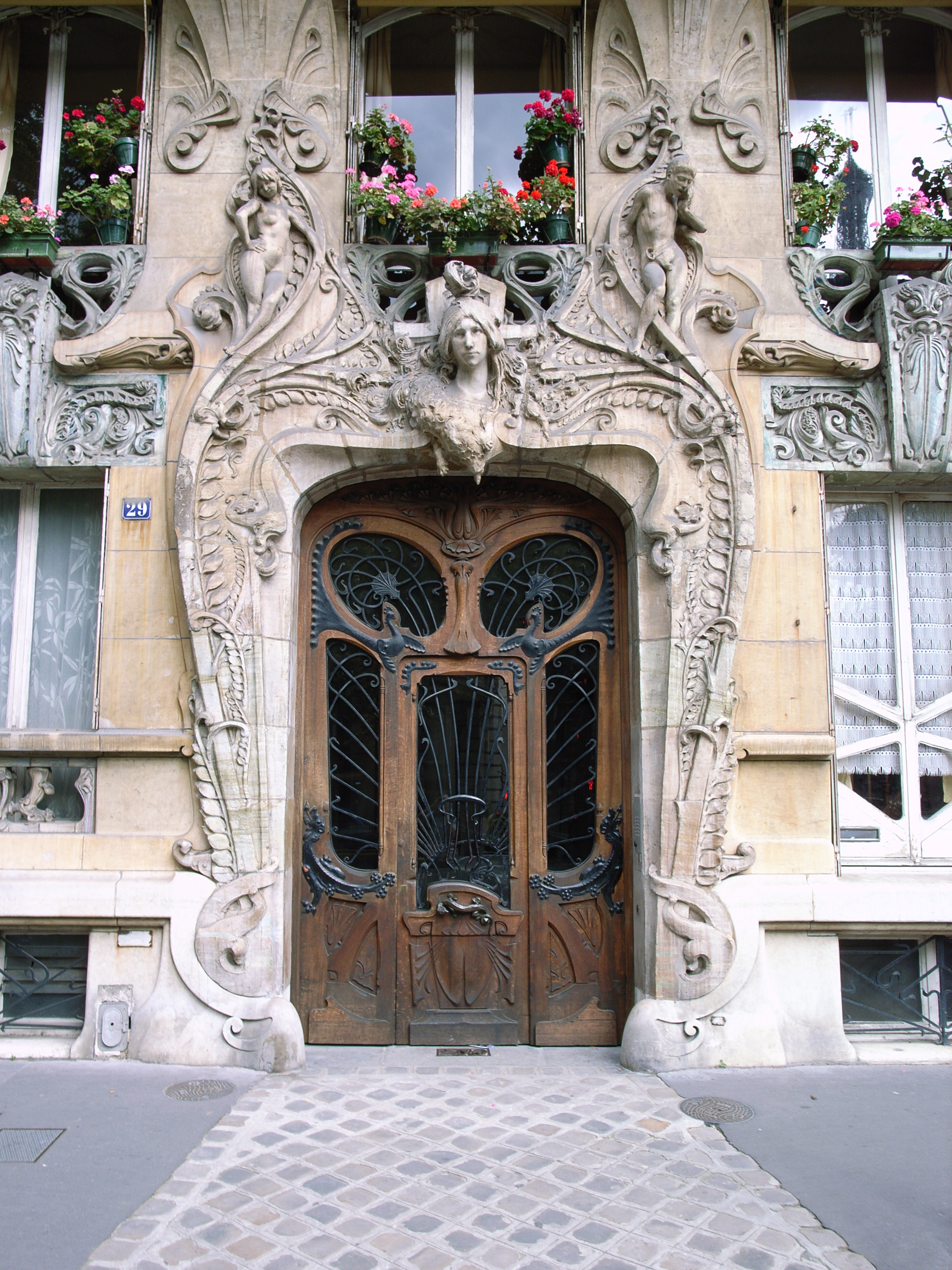
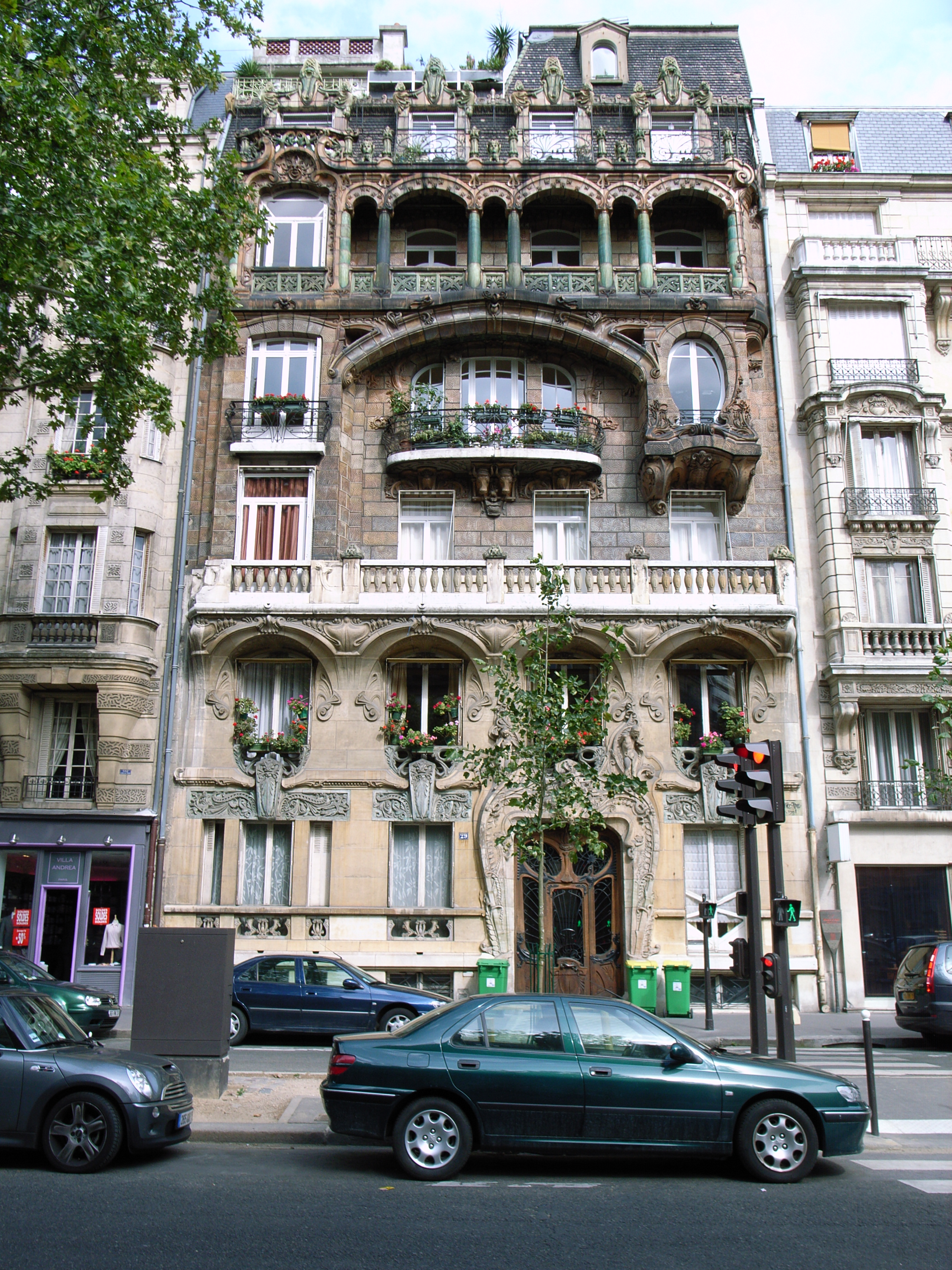
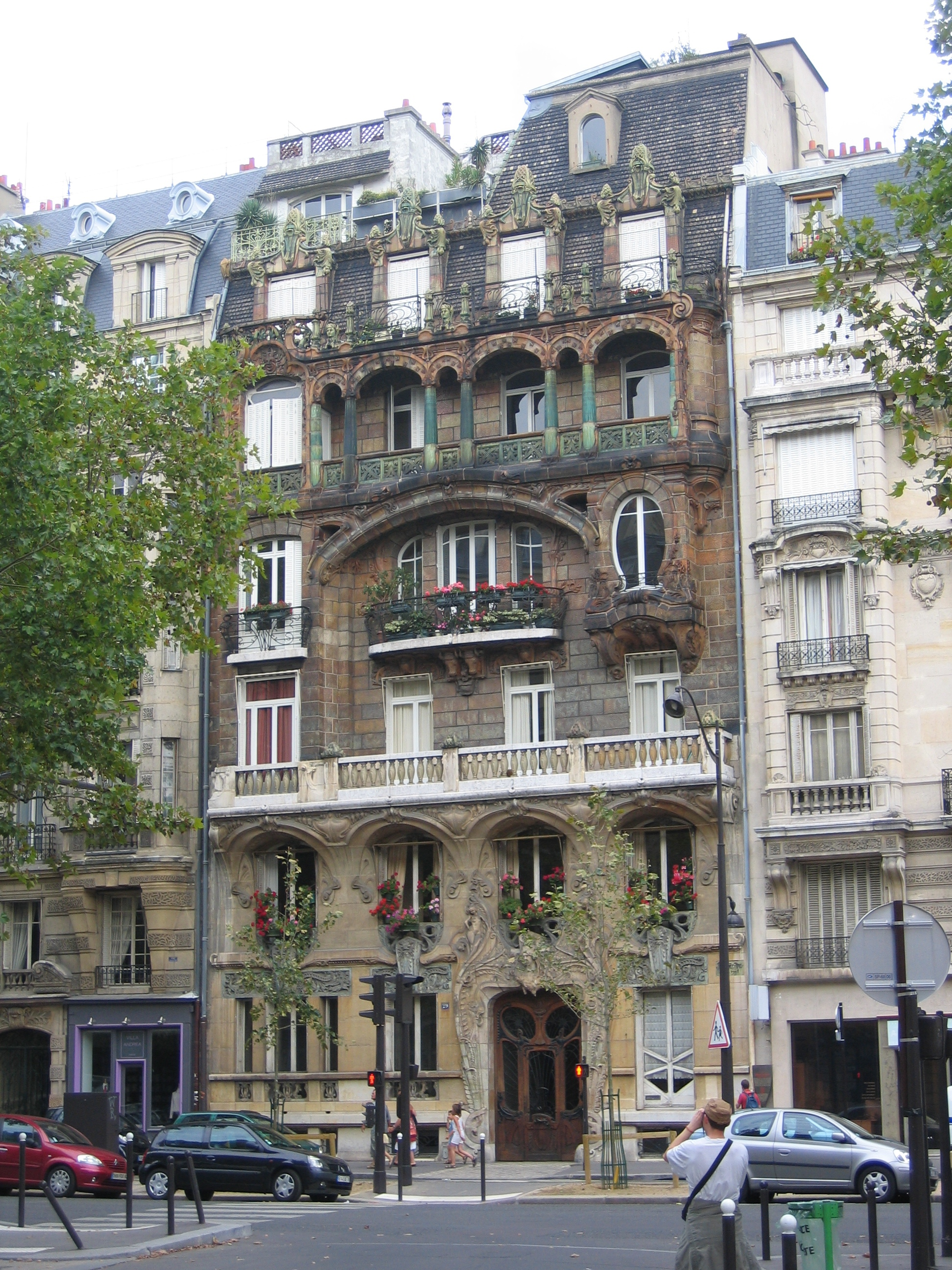